# 小行星10442
小行星10442（10442 Biezenzo）是一颗绕太阳运转的小行星，为主小行星带小行星。该小行星于1971年3月26日发现。

## 轨道参数
小行星10442的轨道半长轴为3.1804094 UA，离心率为0.019。